# Noureddine El Moutataouia
Noureddine El Moutataouia (ur. 28 września 1997) – marokański piłkarz występujący na pozycji pomocnika w Wydadzie Fez.

## Kariera klubowa
1 sierpnia 2019 dołączył do Renaissance Zemamra. W Zemamrze zadebiutował 31 sierpnia 2019 w meczu Pucharu Maroka przeciwko Rai Casablanca (2:3). Łącznie rozegrał w tym klubie 26 meczów (24 ligowe), nie strzelił żadnej bramki.
1 sierpnia 2021 roku trafił do Wydadu Fez.

## Statystyki

### Klubowe
Stan na 20 grudnia 2021
| Sezon   | Klub                | Kraj   | Rozgrywki | Mecze | Gole |
| ------- | ------------------- | ------ | --------- | ----- | ---- |
| 2019/20 | Renaissance Zemamra | Maroko | GNF 1     | 17    | 0    |
| 2020/21 | Renaissance Zemamra | Maroko | GNF 1     | 7     | 0    |